# Schwarzeck
Schwarzeck je 1236 metrů vysoká hora v Bavorském lese – německé části Šumavy. Tyčí se 6,5 km severozápadně od nejvyšší hory Šumavy Velký Javor, asi 7 km od česko-německé hranice a asi 15 km západně od Železné Rudy.

## Přístup

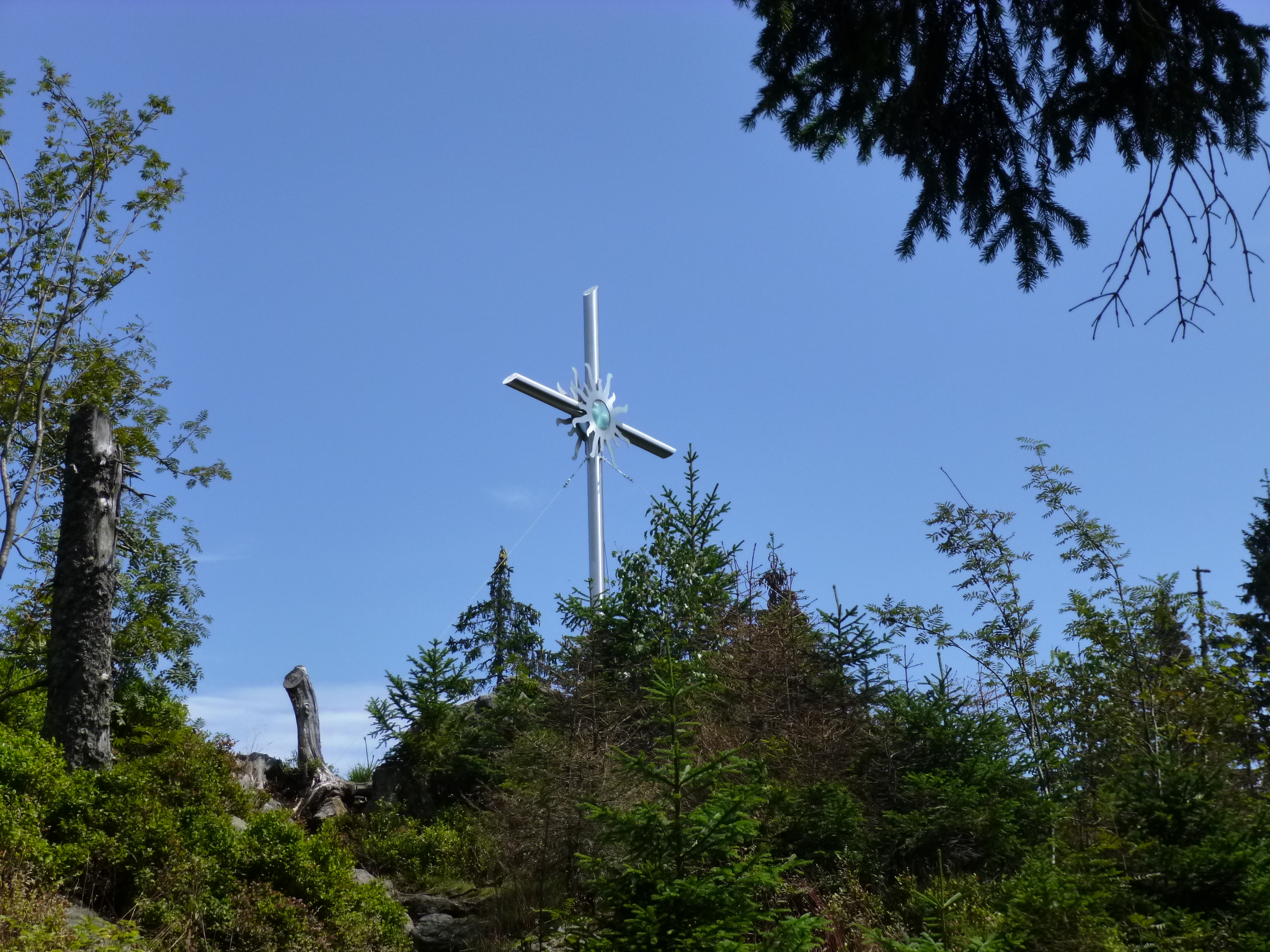
Vrcholový kříž

Přes vrchol vede Evropská dálková trasa E6, která začíná ve vesnici Kilpisjärvi v severovýchodním cípu Finska a dále vede přes Švédsko, Dánsko, Německo, Rakousko, Slovinsko a Řecko až k tureckému průlivu Dardanely, oddělujícímu Evropu a Asii.
Na vrcholu stojí od roku 1970 kříž, který byl obnoven v roce 2006. Z vrcholové skály se nabízejí daleké výhledy.